# リンカーン郡区 (アイオワ州オーデュボン郡)
リンカーン郡区 (Lincoln Township) は、アメリカ合衆国アイオワ州オーデュボン郡にある12の郡区の一つである。2000年の国勢調査で、人口は349人だった。

## 地理
リンカーン郡区は92.8平方キロメートル（35.84平方マイル）で、Grayが含まれている。アメリカ地質調査所によると、この郡区にはGray、Lincoln Townshipの2箇所の霊園が含まれている。